# مايك هووبر
مايك هووبر (بالإنجليزية: Mike Hooper)‏ هو لاعب كرة قدم بريطاني، ولد في 10 فبراير 1964 في برستل في المملكة المتحدة. لعب مع ليستر سيتي ونادي بريستول سيتي ونادي ريكسهام ونادي سندرلاند ونادي ليفربول ونيوكاسل يونايتد.

## وصلات خارجية
- مايك هووبر على موقع قاعدة بيانات كرة القدم.إي يو (الإنجليزية)
- مايك هووبر على موقع Soccerbase.com (لاعب) (الإنجليزية)
- مايك هووبر على موقع عالم كرة القدم.نت (الإنجليزية)